# Elsa von Brabant

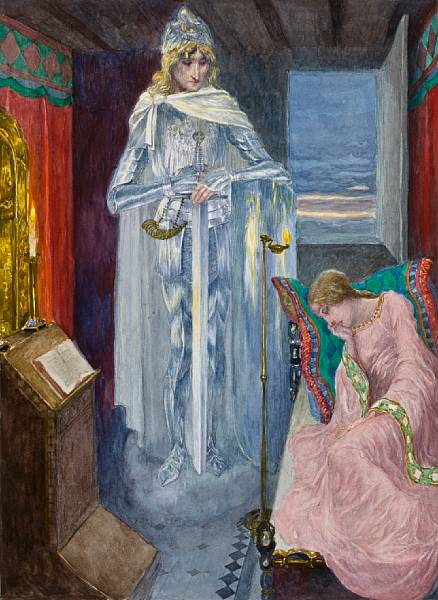
Lohengrin und Elsa von Brabant; Heinrich Lefler, Illustration zu Richard Wagners Oper Lohengrin, Akt III, um 1919

Elsa von Brabant ist eine Figur aus der mittelhochdeutschen Schwanenrittersage aus dem späten 13. Jahrhundert. Sie ist eine Randfigur in Wolframs von Eschenbach Epos Parzival. Neue Bekanntheit erlangte sie als weibliche Hauptperson in Richard Wagners Oper Lohengrin.

## Sage
Elsa von Brabant ist die einzige Tochter des Herzogs Gottfried von Brabant. Kurz bevor er stirbt, lässt er sich von seinem Vasallen, dem Grafen Friedrich von Telramund, Gefolgschaft für die Zukunft, auch gegenüber seiner Tochter Elsa schwören. Nach dem Tod Gottfrieds wird Elsa offiziell von Kaiser Heinrich als Herzogin bestätigt. Bei der Amtsantrittszeremonie Elsas inszeniert Telramund aber einen öffentlichen Eklat, indem er ihr – anders als die anderen Gefolgsleute – nicht wie versprochen Vasallentreue schwört, sondern behauptet, der verstorbene Gottfried habe ihn zum Ehemann von Elsa und damit zum neuen Grafen von Brabant bestimmt. Obwohl Elsa ihm widerspricht, bleibt er bei seiner Version. Da nun Aussage gegen Aussage steht, ruft man den Kaiser als Schiedsrichter an, der das Problem mit einem Urteilsspruch lösen soll.
An dem vom Kaiser anberaumten Gerichtstag bezichtigen sich Elsa und Telramund gegenseitig der Lüge. Der Kaiser will nicht entscheiden und bittet die beiden, ein sogenanntes Gottesurteil zu akzeptieren, das in diesem Fall aus einem Zweikampf besteht. Da Talramund ein erfahrener Ritter ist, Elsa aber als Frau nicht in den ritterlichen Künsten ausgebildet ist, scheint der Kampf schon entschieden.
Doch da taucht ein Boot mit einem Ritter in voller Rüstung auf, das von einem Schwan gezogen wird. Der Ritter bietet sich an, an Stelle von Elsa zu kämpfen, wenn sie ihm verspricht, nie nach seinem Namen zu fragen. Er stellt sich dem Kaiser als Lohengrin vor. Der Kaiser und Elsa akzeptieren vor Publikum seine Bedingungen. Telramund unterliegt im Zweikampf und wird des Landes verwiesen. Elsa und Lohengrin heiraten mit dem Segen des Kaisers, Lohengrin erhält den Titel eines  Grafen von Brabant und wird Vasall des Kaisers. Nach einigen Jahren gibt es ein Fest, auf dem auch der Kaiser anwesend ist. Eine alte Bekannte Telramunds weckt in Elsa bei einem Gespräch Zweifel an Lohengrins Integrität und verdächtigt ihn einer Verbindung mit dem Teufel.
Elsa wird nun von Zweifeln geplagt und fängt an, Lohengrin mit Fragen nach seiner Herkunft zu quälen. Schließlich gibt er nach und erklärt öffentlich, dass er ein Tempelritter ist, ein Sohn von Parzival, dem Hüter des heiligen Grals. Seine Aufgabe sei es, Herrschern in Bedrängnis beizustehen, im Falle Elsa als rechtmäßiger Herzogin von Brabant. Mit Elsas Frage nach seiner Herkunft betrachtet er ihre Ehe als beendet. Er vertraut seine beiden Kinder der Obhut des Kaisers an, steigt in sein Boot und fährt davon.

## Elsa von Brabant in der Oper

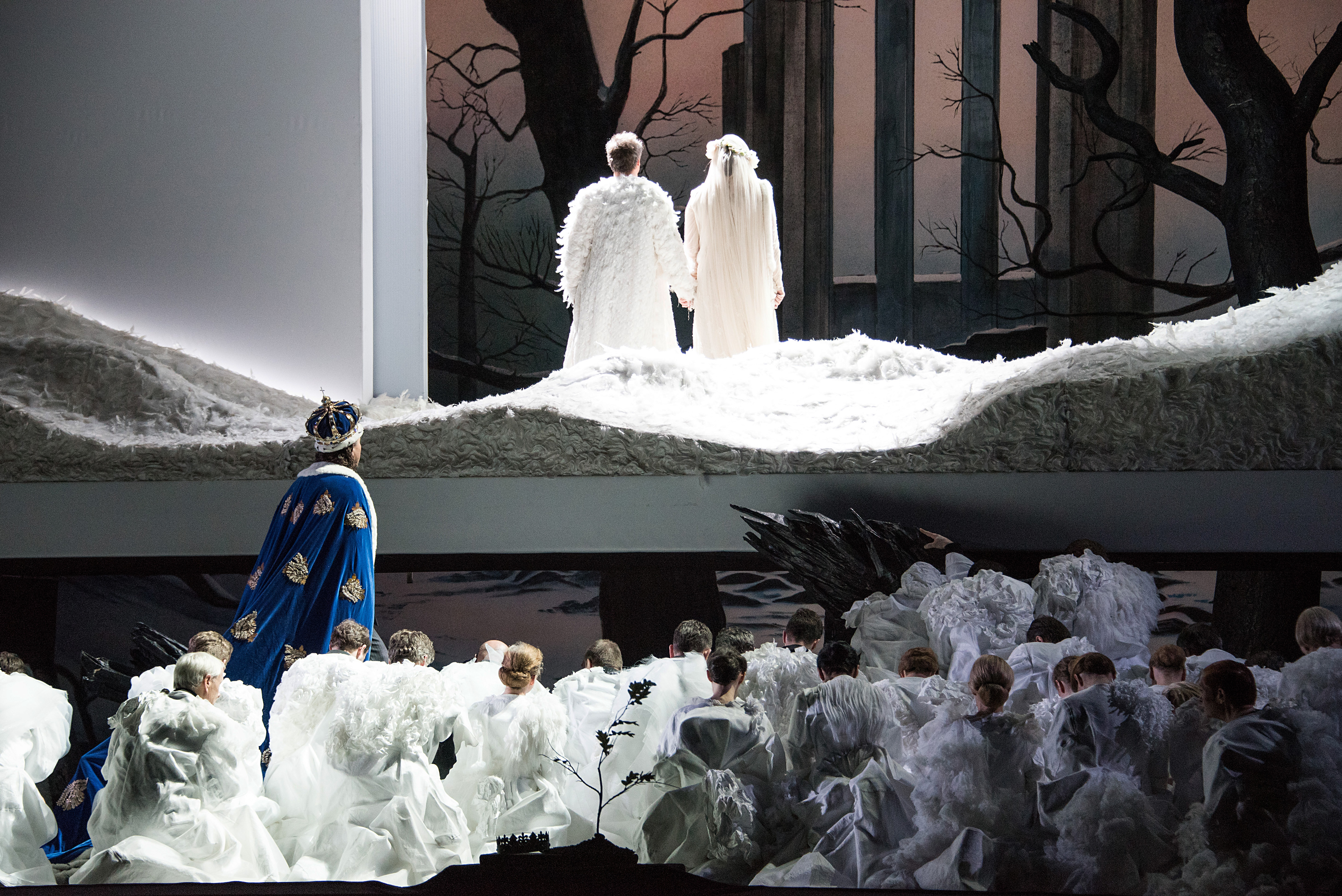
Lohengrin, Inszenierung von Johannes Erath, Kostüme Christian Lacroix; Oper Oslo, 2015

Richard Wagner verarbeitete den Lohengrin-Stoff zu einer Oper und schrieb selbst das Libretto. Die Uraufführung fand 1850 am Deutschen Theater in Weimar unter der Leitung von Franz Liszt statt. Die Rolle der Elsa war mit der erst 23-jährigen Rosa Agthe besetzt. Die Partie der Elsa zählt zu den großen und anspruchsvollen Rollen für Sopran in der Opernliteratur. Sie wurde nach Rosa Agthe u. a.verkörpert von Maria Müller, Lotte Lehmann, Elisabeth Grümmer, Gundula Janowitz, Leonie Rysanek, Jessye Norman, Birgit Nilsson, Martina Serafin (Paris 2017), Kristīne Opolais (London 2018), Jacquelyn Wagner (Salzburg 2019) und Annette Dasch (Bayreuth 2019).

## Textquellen
- Ferdinand Gloeckle: Lohengrin, ein altteutsches Gedicht, nach der Abschrift des vaticanischen Manuscriptes. Herausgegeben von Joseph von Görres. Heidelberg 1813
- Lohengrin zu Brabant. Altdeutsches Gedicht. In: Deutsche Sagen. Hrsg. von den Brüder Grimm. Bd. 1. Nr. 542. Berlin: Nicolai 1865.
- Wolfram von Eschenbach: Parzival. Übertragen von Franz Viktor Spechtler. Wieser, Klagenfurt 2016. ISBN 978-3-99029-082-8
- Wolfram von Eschenbach: Parzival. Nach der Ausgabe Karl Lachmanns revidiert und kommentiert von Eberhard Nellmann. Übertragen von Dieter Kühn. Deutscher Klassiker Verlag, Frankfurt am Main, 1994. (Bibliothek deutscher Klassiker. Bibliothek des Mittelalters) (Originaltext, Neuübertragung und ausführlicher Kommentar in 2 Bänden)